# Адельгунда Португальська
Адельгунда Португальська також Адельгунда де Браганса (порт. Aldegundes de Bragança), повне ім'я Адельгунда де Жесус Марія Франциска де Ассізі де Паула Аделаїда Еулалія Леопольдіна Карлотта Мікаела Рафаела Габріела Ґонзаґа Інес Ізабел Авеліна Ана Естаніслау Бернардіна де Браганса (порт. Adelgundes de Jesus Maria Francisca de Assis e de Paula Adelaide Eulália Leopoldina Carlota Micaela Rafaela Gabriela Gonzaga Inês Isabel Avelina Ana Estanislau Sofia Bernardina de Bragança), (нар. 10 листопада 1858 — пом. 15 лютого 1946) — донька скинутого короля Португалії Мігеля I та німецької принцеси Адельгейди Льовенштайн-Вертгайм-Розенберг, дружина пармського принца Генріха, графа де Барді.

## Біографія
Адельгунда народилася 10 листопада 1858 року в замку Бронбах у місті Вертгайм. Вона була п'ятою дитиною та четвертою донькою колишнього короля Португалії Мігеля I та його дружини Адельгейди Льовенштайн-Вертгайм-Розенберг. Дівчинка мала старшого брата Мігела та сестер Марію даш Невіш, Марію Терезу та Марію Жозе. Невдовзі родина поповнилася молодшими донькамиː Марією Анною та Марією Антонією. Батько після буремних років молодості, став зразковим сім'янином. Матір виховувала дітей у консервативному католицькому дусі.

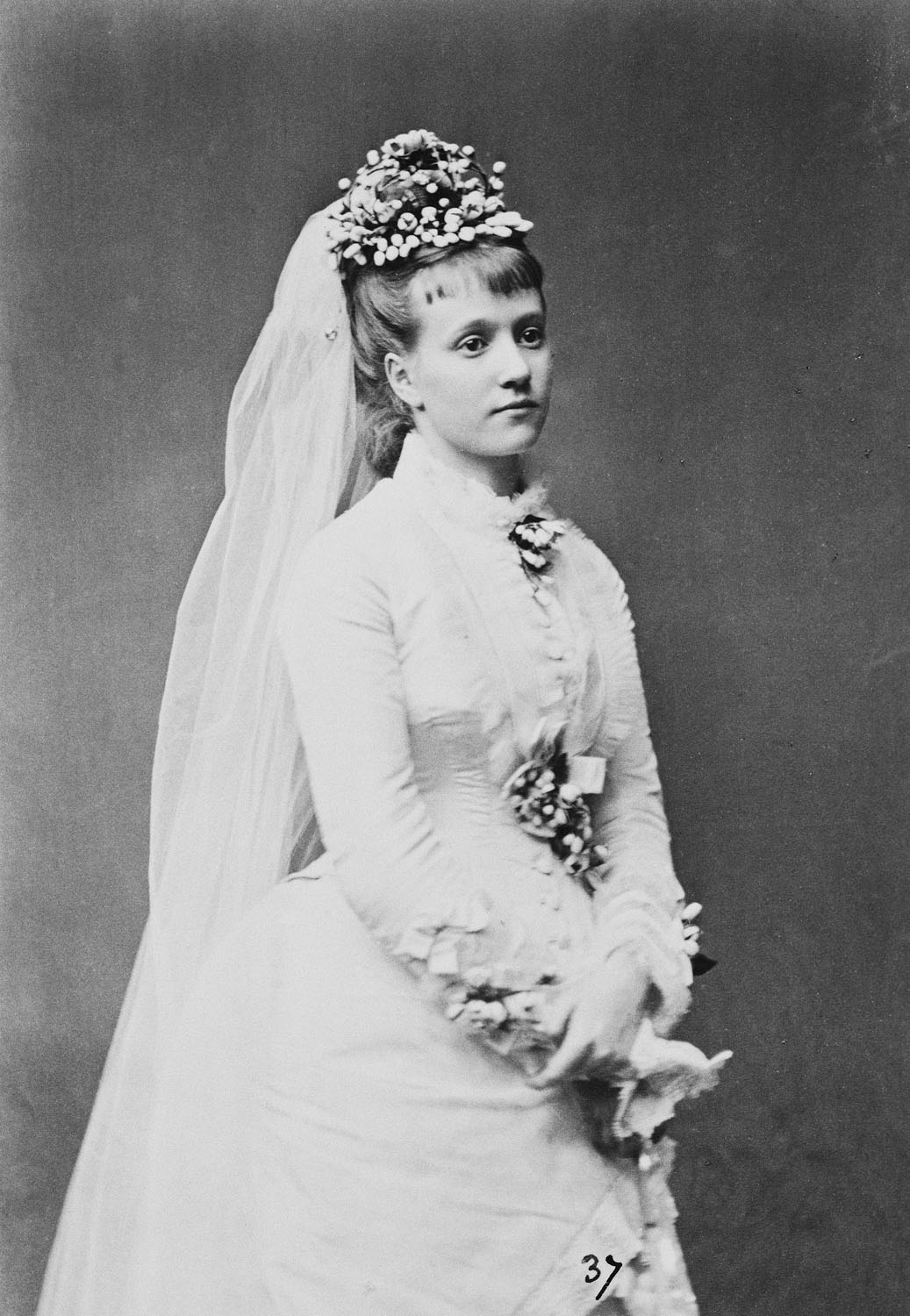
Світлина Адельгунди близько 1876

Мігел помер, коли Адельгунді було вісім. Батька дітям надалі замінив Карл Льовенштайн-Вертгайм-Розенберг, брат матері, який до того часу вже мав трьох власних доньок. Адельгейда надалі турбувалася про укладання вигідних шлюбів для дітей.
Адельгунда вийшла заміж четвертою. У віці 17 років вона стала дружиною 26-річного принца Генріха Пармського, який носив титул графа ді Барді. Вінчання відбулося 15 жовтня 1876 у Зальцбурзі. Наречений за кілька років перед цим овдовів та брав участь у Третій карлістській війні, після чого залишився фактичним інвалідом. Дітей у подружжя не було. Дев'ять вагітностей Адельгунди, остання з яких була у 1890 році, закінчилися викиднями. Весь час графиня піклувалася про чоловіка через його стан, однак шлюб не був щасливим. Генріх, якого родичі змальовували як неприємну людину, постійно тиранив дружину.
Мешкала пара у замку Зеєбенштайн в Австрії та палаці Ca' Vendramin Calergi у Венеції.
У 1882—1883 роках у них в Ca' Vendramin Calergi жив Ріхард Вагнер, який в той час працював над «Парсіфалем».
Наприкінці 1880-х Генріх здійснив велику подорож Сходом, повернувшись додому через Сполучені Штати. У 1905 році він помер. Адельгунда присвятила свій час численним племінникам. Особливо близькі стосунки у неї склалися із Марією-Аделаїдою Люксембурзькою.
У 1920 році вона стала «заочним регентом» для свого внучатого племінника Дуарте Нуно, на користь якого зрікся прав престолонаслідування її брат Мігел. На початку «регентства» Адельгунда взяла собі титул 7-ї герцогині Гімарайнш. 1921 року вона видала маніфест, в якому були викладені цілі королівського дому щодо відновлення португальської монархії.
Існує версія, згідно якої, 17 квітня 1922 року, Адельгунда підписала угоду із королем Мануелем II через своїх адвокатів графа Альмаду та Айреса де Орнела відповідно, т.з Паризький пакт, де визначалося, що за відсутності прямого спадкоємця, Мануел визнає спадкоємця, призначеного кортесами португальської нації, яким мав стати Дуарте Нуно.
Під час німецької окупації герцогиня виїхала до нейтральної Швейцарії. Жила із родиною в Берні, де і померла 15 лютого 1946 у віці 87 років. Похована на Тунському цвинтарі Берну.